# Going am Wilden Kaiser
Going am Wilden Kaiser je občina v okraju Kitzbühel v avstrijski zvezni deželi Tirolski. Leži 8,5 km severozahodno od Kitzbühla in 5 km zahodno od kraja Sankt Johann in Tirol. Vas ima 1.851 prebivalcev. Prva omemba kraja (kot Gouwingen) izvira iz leta 1160. Gospodarstvo v kraju temelji na turizmu. 